# گلسنگ سبزسپر
گلسنگ سَبزسِپَر (نام علمی: Flavoparmelia caperata) نام یک گونه از خانواده فراخ‌برگان است.